# The Mike Flowers Pops
The Mike Flowers Pops es una banda británica de música ligera formada por Mike Flowers. La banda es conocida por la música que abarca de los más mayores y la música pop contemporánea.

## Aparición
La banda surgió en el Reino Unido en 1995 cuando posteriormente lanzaron su primer éxito que fue un cover de la canción Wonderwall de Oasis. Flowers había sido reclutado por la radio de la BBC para cubrir las "Visitas del 95" con el fin de darle un sentido más ligero, Wonderwall fue el proyecto de su primera semana. La canción fue puesta a prueba y se convirtió en el sencillo de la semana en su programa de la Radio de la BBC, diciendo a los oyentes que se trataba de la versión original de la canción. El sencillo fue publicado por London Records bajo el nombre de The Mike Flowers Pops.
La versión de Flowers alcanzó el número 2 en las mejores canciones del año 1995 de Navidad quien le seguía Michael Jackson en la posición número 1 con la canción "Earth Song". Los artistas de Oasis se negaron a dejar que otra novedad de actos parodiara la canción, pero se dice que han disfrutado de la cinta de Flowers tanto que permitió al grupo seguir. En la cara B del sencillo se ubican las canciones "Son of God" y "Theme From Memory Man".
"Wonderwall" recorrió los festivales en Europa, así como las universidades británicas. A finales de 1996 realizaron una gira a Gran Bretaña con Gary Glitter en su última gira de "Who's in the Gang' tour". Tocaron en lugares grandes como el Wembley Arena y el National Exhibition Centre. Posteriormente lanzaron una versión de The Doors, "Light My Fire", también alcanzó el Top 40 de las listas del Reino Unido.

## Discografía

### Álbumes
- Get Easy! The Future Collection Volume 2
- My Unknown Love
- A Groovy Place
- The Freebase Connection: The Mike Flowers Pops meets Aphex Twin
- Collaborations Vol.2
- The Cocktail Shaker-New Groove Kitsch and Space-Age Pop
- Austin Powers: International Man of Mystery
- Mike Flowers meets Cylob
- Constant Friction
- The Karminsky Experience Inc - The Power of Suggestion

### Sencillos
- "Wonderwall"
- "Light My Fire"
- "Please Release Me"
- "Don't Cry for me, Argentina"
- "Don't Cry for me, Argentina"
- "Talk" (Sencillo Digital)